# Браунтаун (Вісконсин)
Браунтаун (англ. Browntown) — селище (англ. village) в США, в окрузі Ґрін штату Вісконсин. Населення — 245 осіб (2020).

## Географія
Браунтаун розташований за координатами 42°34′44″ пн. ш. 89°47′22″ зх. д. / 42.57889° пн. ш. 89.78944° зх. д. (42.578781, -89.789362).  За даними Бюро перепису населення США в 2010 році селище мало площу 2,73 км², уся площа — суходіл.

## Демографія
Згідно з переписом 2010 року, у селищі мешкало 280 осіб у 109 домогосподарствах у складі 83 родин. Густота населення становила 102 особи/км².  Було 116 помешкань (42/км²).
Расовий склад населення:
| - 95,7 % — білих - 0,7 % — чорних або афроамериканців - 0,4 % — корінних американців - 1,1 % — осіб інших рас |

До двох чи більше рас належало 2,1 %. Частка іспаномовних становила 1,8 % від усіх жителів.
За віковим діапазоном населення розподілялося таким чином: 27,1 % — особи молодші 18 років, 61,1 % — особи у віці 18—64 років, 11,8 % — особи у віці 65 років та старші. Медіана віку мешканця становила 36,4 року. На 100 осіб жіночої статі у селищі припадало 98,6 чоловіків;  на 100 жінок у віці від 18 років та старших — 94,3 чоловіків також старших 18 років.
Середній дохід на одне домашнє господарство  становив 56 318 доларів США (медіана — 51 667), а середній дохід на одну сім'ю — 65 719 доларів (медіана — 63 438). Медіана доходів становила 35 000 доларів для чоловіків та 35 208 доларів для жінок. За межею бідності перебувало 5,5 % осіб, у тому числі 0,0 % дітей у віці до 18 років та 4,4 % осіб у віці 65 років та старших.
Цивільне працевлаштоване населення становило 143 особи. Основні галузі зайнятості: виробництво — 23,1 %, освіта, охорона здоров'я та соціальна допомога — 17,5 %, роздрібна торгівля — 14,7 %.